# وی۳۴۳ شاه‌تخته
وی۳۴۳ شاه‌تخته یک ستاره است که در صورت فلکی شاه‌تخته قرار دارد.